# Flávio Bolsonaro
Pour les articles homonymes, voir Bolsonaro.
Flávio Bolsonaro, né le 30 avril 1981 à Resende dans l'État de Rio de Janeiro, est un homme politique brésilien.
Fils aîné du président Jair Bolsonaro, il est sénateur depuis le 1er février 2019. Depuis 2003, il a été élu député de l’État de Rio de Janeiro à quatre reprises. Il a deux frères issus du premier mariage de son père qui sont également des hommes politiques : Carlos Bolsonaro (conseiller municipal de la ville de Rio de Janeiro) et Eduardo Bolsonaro (député fédéral pour l'État de São Paulo).
Le parquet de Rio de Janeiro demande en novembre 2020 l’inculpation de Flavio Bolsonaro pour blanchiment et détournement de fonds publics.

## Biographie
Comme ses frères, Flávio Bolsonaro adhère aux positions conservatrices de son père. Il admire la dictature militaire au Brésil (1964-1985), déteste l’homosexualité, est favorable à l’abaissement de l’âge de la majorité pénale et au rétablissement de la peine de mort,. Il est notamment influencé par le philosophe d’extrême droite Olavo de Carvalho.
Proche du lobby de l’industrie agroalimentaire, il entend faire supprimer certaines normes visant à limiter la déforestation.
Il détient 50 % des parts de la sucrerie Kopenhagen.
Il adhère en 2020, tout comme son frère Carlos et sa mère Rogéria Braga, au Parti républicain brésilien (PRB), souvent considéré comme l’émanation politique de l'Église universelle du royaume de Dieu.

### Échange de tirs en pleine rue
Le 12 avril 2016, Flávio Bolsonaro et son garde du corps tombent par hasard sur deux individus qui essayent de voler un véhicule à Rio de Janeiro. Ils ouvrent le feu et il s’ensuit un échange de tirs : l’un des délinquants est blessé, l’autre réussit à s’enfuir.

### Affaire Queiroz
Cette affaire porte le nom d’un ancien assistant parlementaire de Flávio Bolsonaro : Fabrício José Carlos de Queiroz, un policier à la retraite.
Elle débute en décembre 2018, quelques jours avant l’entrée en fonction de Jair Bolsonaro à la présidence de la République. Son origine est un rapport de 422 pages remis au Ministério Público Federal (c’est-à-dire, au Procureur de la République) par le COAF (Conselho de controle de atividades financeiras - Conseil de contrôle d’activités financières) qui dénonce un vaste détournement de fonds publics pratiqué par 22 députés, venant de plusieurs partis, escroquerie basée sur des emplois fictifs,,,.
L’Assemblée législative de l’État de Rio de Janeiro versait des indemnités parlementaires et payait des dépenses diverses à des hommes de paille. Ceux-ci les reversaient ensuite aux parlementaires ou à leurs proches. Parmi les comptes suspects incriminés figurait celui de Fabrício Queiroz qui aurait vu passer des sommes incompatibles avec son patrimoine et ses revenus. Sur son compte auraient été déposés environ 7 millions de reais entre 2014 et 2017, alors que le cumul de ses revenus, retraite comprise, ne dépassait pas 20 000 reais par mois. L’enquête notait aussi des transferts en chèques, dont l’un au bénéfice de l’épouse de Jair Bolsonaro, Michelle Bolsonaro. À propos de ce chèque, le président Jair Bolsonaro assure avoir prêté 40 000 reais à « son ami » depuis les années 1980, Fabricio Queiroz, que le chèque en question visait donc à couvrir une partie de cette dette.
Queiroz ne se rend pas à la convocation de la justice en décembre en raison d’une hospitalisation d’urgence. Mais il déclare à la presse que les fonds provenaient d’un commerce de voitures d’occasion,.
En janvier 2019, Flávio Bolsonaro fait à son tour l'objet d'une enquête pour corruption. Celle-ci concerne des transferts d'argent suspects entre lui, la première dame Michelle Bolsonaro et Fabricio Queiroz. Mais il fait valoir devant la Cour suprême son droit à une juridiction spéciale en raison de son statut de sénateur. Par conséquent, il sollicite la suspension des investigations à son encontre, mais aussi de son ex-assesseur. Le juge Luiz Fux, ministre au STF, répond favorablement à cette demande le 17 janvier 2019,,.
Mais le 31 janvier, le Ministre du STF Marco Aurélio Mello, autorise la reprise des poursuites par le tribunal régional de l’État de Rio de Janeiro. D’après lui, la protection du STF et la juridiction spéciale ne peuvent pas s’appliquer à Flávio Bolsonaro car, d’une part, la législature n'a pas encore débuté au Sénat et, d’autre part, l’intéressé n’était qu'un député régional de l’État de Rio de Janeiro à l'époque des faits.

### Les relations explosives de Flávio Bolsonaro

#### Détournement de fonds publics
Le 22 février 2019, la revue d’investigation Istoé révèle certaines « liaisons sulfureuses » de Flávio Bolsonaro
Le personnage pivot du reportage d’Istoé est Valdenice de Oliveira Meliga, assistante de confiance de Flávio Bolsonaro lorsqu’il était simple député de l’État de Rio de Janeiro, mais qu’il briguait le mandat de sénateur. Le journaliste la décrit ainsi : « Elle est l’un des fils qui démêle un écheveau complexe reliant les deux plus grandes fragilités qui hantent aujourd’hui le fils du président de la République et de son parti, le PSL. Outre les liens avec les milices de Rio de Janeiro, il y a le soupçon d’utilisation d’oranges [c’est-à-dire, de candidats fantômes] dans la campagne [électorale de 2018] destinée à financer le parti avec de l’argent public ». Cette femme qui était la trésorière de Flávio Bolsonaro – qui pouvait même signer à sa place – travaillait en étroite liaison avec Alessandra Oliveira, la trésorière du PSL : elles ventilaient pour les candidats « sérieux » les fonds publics provenant des candidats fantômes, dits « oranges ». Alessandra Oliveira avait d’autre part confié à son entreprise personnelle la gestion de ces fonds. Interrogée, elle ne voit aucun « conflit d’intérêt à être à la fois trésorière du parti, employée de Flávio Bolsonaro et avoir confié à sa propre entreprise la comptabilité des campagnes ». Dès 2015, date à laquelle le parlement brésilien avait interdit le financement privé des campagnes électorales, le ministre de la Cour Suprême et ex- président du Tribunal Supérieur Électoral, Gilmar Mendes, avertissait : « Le Brésil va gagner la coupe du monde des oranges ».

#### Liaisons avec le banditisme
Le reportage d’Istoé établit également que Valdenice de Oliveira Meliga est la sœur de deux anciens policiers, les frères jumeaux Alan et Alex Rodrigues de Oliveira, arrêtés fin août 2018, pour constitution, participation, financement et promotion d’organisations criminelles. Ils avaient d’ailleurs assuré bénévolement la sécurité de la campagne de Flavio Bolsonaro. Le député accordait son amitié de longue date à ces deux individus : il avait obtenu pour eux de l’Assemblée législative de Rio de Janeiro l’attribution de la prestigieuse médaille Tiradentes. Plus encore: Flávio et son père, Jair Bolsonaro, alors simple député fédéral, ont pris une photo en compagnie des jumeaux lors de l’anniversaire de ces derniers,,.
Un autre cas apparait le 22 janvier 2019 lors du démantèlement d’une cellule de bandits qui sévissaient dans la zone ouest de Rio de Janeiro. Le chef de la bande, Adriano Magalhães da Nóbrega, ex-capitaine de la police, réussit à s’enfuir, mais pas l’un de ses complices, Ronald Paulo Alves Pereira. Or, ces deux individus qui avaient été honorés par la médaille Tiradentes à la demande de Flávio Bolsonaro, sont fortement soupçonnés d’appartenir à l’Escritório do Crime, un groupe de tueurs à gage formé par d’anciens policiers véreux. D’après les investigations de la police, ce groupe serait derrière l’assassinat en mars 2018 de Marielle Franco.
Une dernière liaison entre Flávio Bolsonaro et ce groupe : le député a employé la mère de Nóbrega qui est l’un des noms cités dans l’Affaire Queiroz de détournement de fonds.

### Enquête pour enrichissement illicite
Le 21 février 2019, la procureure de la République, Raquel Dodge, s’inquiète de la forte augmentation du patrimoine de Flávio Bolsonaro, incompatible avec ses revenus de député régional de l’État de Rio de Janeiro. Elle flaire le blanchiment d’argent lors de transactions immobilières et le suspecte de fausse déclaration de la valeur d’un appartement à la Justice électorale.
Depuis que Flávio Bolsoaro est entré en politique en 2002, il a gagné énormément d’argent dans les transactions immobilières. D’après la Folha de S.Paulo, il a réalisé 19 opérations qui ont des « caractéristiques considérées comme suspectes de blanchiment d’argent ».